# Panoramic View, Asheville, N.C.
Pour plus de détails, voir Fiche technique et Distribution.
Panoramic View, Asheville, N.C. est un film américain muet et en noir et blanc sorti en 1901.